# Castello di Dankwarderode
Il castello di Dankwarderode (in lingua tedesca: Burg Dankwarderode) si trova nella Burgplatz di Braunschweig. Per secoli è stata la residenza dei conti di Braunschweig, mentre oggi è parte del museo Herzog Anton Ulrich.

## Storia
La prima struttura risale all'XI secolo, quando venne costruita su un'isoletta naturale del fiume Oker una fortezza. La prima menzione di questo edificio risale al 1134 e viene definito castrum Tanquarderoth. Sullo stesso luogo Enrico il Leone fece costruire un Kaiserpfalz fra il 1160 e il 1175. L'origine del nome non è purtroppo ricostruibile.
La nuova costruzione si sviluppava come un'aula centrale a due piani con absidi sui lati corti. Il palazzo era collegato al duomo di San Biagio vicino tramite un corridoio sopraelevato che partiva dal primo piano. Il piano terra aveva un sistema di riscaldamento nel pavimento, come era presente nel palazzo imperiale di Goslar. Il castello, come parte della città, venne distrutto da un grande incendio nel 1252.
Durante i secoli dei rinascimento i resti del palazzo vennero ristrutturati nel coevo stile rinascimentale. Successivamente l'edificio perse sempre più importanza, perché i conti di Braunschweig preferivano risiedere nel palazzo nuovo di Braunschweig. Quello che restava del castello divenne da prima una caserma militare e poi nel 1878 la città stessa di Braunschweig acquisì le rovine.
La struttura venne così restaurata e ricostruita dall'architetto Ludwig Winter, fra il 1887 e 1906, grazie agli aiuti finanziari del principe Alberto. La ricostruzione si basa su prospezioni archeologiche e verosimilmente riproduce l'aspetto originario del palazzo voluto da Enrico il Leone.

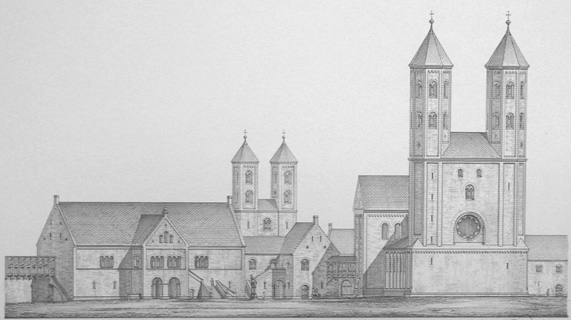
Il castello di Dankwarderode nel Medioevo con il vicino duomo: possibile aspetto nel 1200 secondo Ludwig Winter
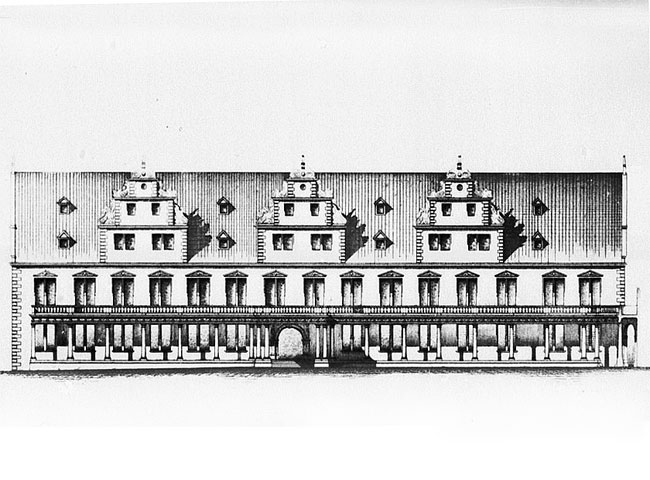
Il castello Dankwarderode nel 1720
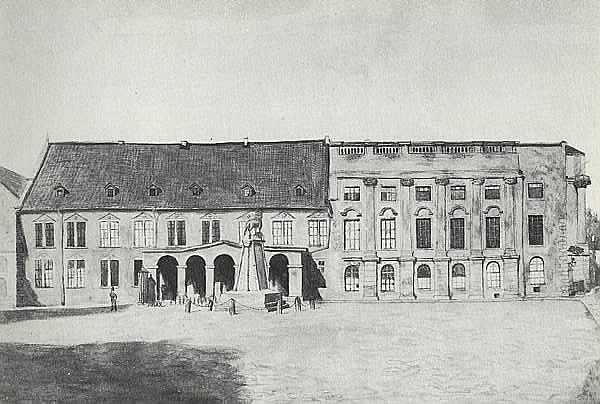
Il castello Dankwarderode nel 1865
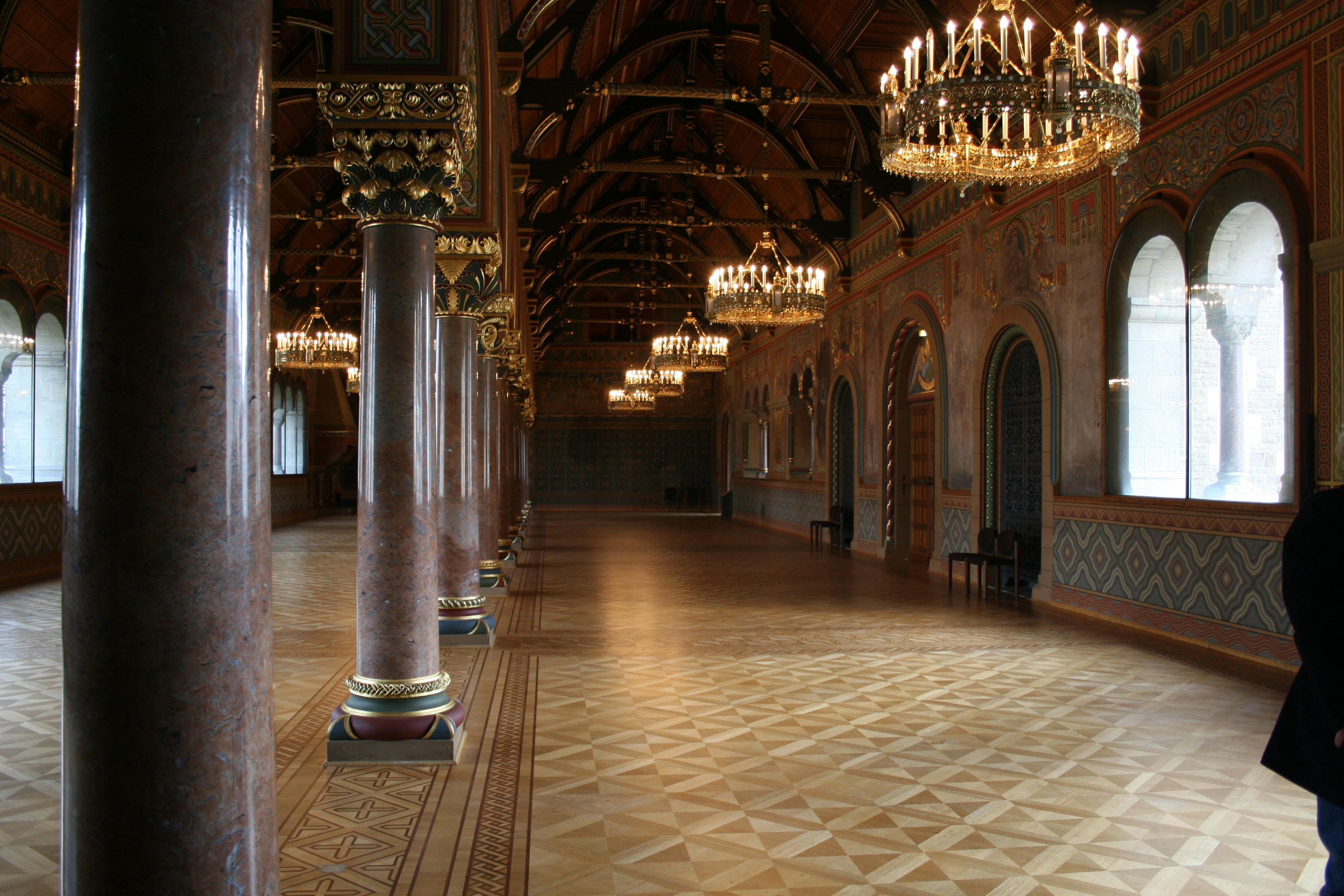
Interno del palazzo, Sala dei cavalieri, "Rittersaal"